# محمد توفيق البجيرمي
محمد توفيق البجيرمي (12 يناير 1938 - 27 ديسمبر 2013) إعلامي فلسطيني الأصل أقام في دمشق. حمل شهادة الدكتوراه في الأدب الإنكليزي.

## حياته العلميّة
درس محمد توفيق البجيرمي في كلية الآداب في جامعة بغداد، وحاز على بكالوريوس من مرتبة الشرف في الأدب الإنكليزي عام 1960، ثم أكمل دراساته العليا في جامعة شفيلد في إنكلترا، حيث حاز على ماجستير في الأدب الأفريقي عام 1974، ثم على شهادة الدكتوراة في الأدب الإنكليزي عام 1980.

## حياته العملية
عمل الدكتور البجيرمي مترجماً ومدرّساً للغة الإنكليزية، ولكن ما جعله مشهوراً في كل من سوريا والعراق هو ظهوره على شاشات التلفاز. ففي عام 1969، مثل دور الجاحظ في مسلسل تلفزيوني من 30 حلقة بعنوان البخلاء.
من عام 1962 إلى 1964 كان مقدماً لبرنامج يومي طوله 10 دقائق بعنوان نافدة على العالم من تلفزيون بغداد. كما قام بتدريس اللغة الإنكليزية في بغداد في تلك الفترة.
ومن عام 1966 إلى عام 1971 قدم في التلفزيون العربي السوري برنامجاً أسبوعياً طوله 20 دقيقة بعنوان طرائف من العالم، ومن ثم استأنف تقديم هذا البرنامج، وطوله 25 دقيقة في عام 1980، ولا يزال يذاع في الخامسة من مساء كل خميس حتى الآن. يعد برنامج طرائف من العالم من البرامج المعروفة لمعظم السوريين وهو فعلاً من رموز التلفزيون السوري والذي ألفه المشاهدون لفترة طويلة امتدت أكثر من 25 عاماً.
في أعوام 1995 و 1996 و 1997 مثل دور ابن عبد ربه الأندلسي في ثلاثة مسلسلات، كل منها من 30 حلقة مأخودة من كتاب العقد الفريد.
عمل البجيرمي بتدريس الأدب الإنكليزي بقسم اللغة الإنكليزية بجامعة دمشق وكان قد قام بتدريس اللغة الإنكليزية في المعهد العالي الصناعي بدمشق. من عام 1980 حتى التقاعد في عام 2000 قام بتدريس الشعر، والنقد الأدبي، والترجمة، والأدب المقارن، والأدب الأميركي في جامعة دمشق وبقية جامعات القطر العربي السوري، كما أشرف على أطروحتي ماجستير، وناقش أربع أطروحات في الأدب الإنكليزي.
قام البجيرمي بترجمة أكثر من 13 كتاب إلى العربية من اللغة الإنكليزية. كما عمل كمترجم ورئيس تحرير الأخبار في الهيئة العامة للإذاعة والتلفزيون بدمشق في السيتينيات من القرن الماضي.
ورغم تقاعد الدكتور محمد البجيرمي في العام 2000، إلا أنه كان يقوم بترجمة بعض الأعمال إلى العربية، وقد وافته المنية يوم الجمعة الموافق 27 / 12 /2013 م.

## ذكراه
قامت شركة JoGeeks الأردنية بالإعلان عن مشروع يدعم المحتوى العربي على الإنترنت، ومن ضمن هذا المشروع موقع الكتروني وتطبيق للهواتف وصفحة على موقع الاعلام الاجتماعي فيسبوك كلها تحمل أول كلمه «تخيل» من الجملة المشهورة التي اعتاد قولها الاستاذ محمد توفيق البجيرمي والتي علقت بعقول الملايين من العرب «تخيل يا رعاك الله» كذكرى لشخص الأستاذ محمد توفيق البجيرمي وأعماله [بحاجة لمصدر].